# Episodi de L'ispettore Derrick (ventitreesima stagione)
La ventitreesima stagione della serie televisiva L'ispettore Derrick, composta da 12 episodi, è stata trasmessa in Germania nel 1996 sul canale ZDF.
| nº Prima TV Germania | nº Produzione | nº Stagione x nº Episodio | Titolo originale                     | Titolo italiano                 | Prima TV Germania | Prima TV Italia  | Anno Produzione |
| -------------------- | ------------- | ------------------------- | ------------------------------------ | ------------------------------- | ----------------- | ---------------- | --------------- |
| 255                  | 255           | 23x01                     | Die zweite Kugel                     | La seconda pallottola           | 5 gennaio 1996    | 21 aprile 1997   | 1995            |
| 256                  | 256           | 23x02                     | Einen schönen Tag noch, Mörder       | Felice giornata, assassino      | 2 febbraio 1996   | 28 aprile 1997   | 1995            |
| 257                  | 257           | 23x03                     | Ruth und die Mörderwelt              | Ruth e il mondo degli assassini | 8 marzo 1996      | 6 ottobre 1997   | 1995            |
| 258                  | 258           | 23x04                     | Frühstückt Babette mit einem Mörder? | Colazione con l'assassino       | 5 aprile 1996     | 13 ottobre 1997  | 1995            |
| 259                  | 259           | 23x05                     | Mädchen im Mondlicht                 | Ragazza al chiaro di luna       | 10 maggio 1996    | 20 ottobre 1997  | 1995            |
| 260                  | 260           | 23x06                     | Mordecho                             | Eco di un omicidio              | 21 giugno 1996    | 27 ottobre 1997  | 1996            |
| 261                  | 261           | 23x07                     | Das leere Zimmer                     | La stanza vuota                 | 12 luglio 1996    | 3 novembre 1997  | 1996            |
| 262                  | 262           | 23x08                     | Riekes trauriger Nachbar             | La dolce Rieke                  | 9 agosto 1996     | 10 novembre 1997 | 1996            |
| 263                  | 263           | 23x09                     | Der Verteidiger                      | Il difensore                    | 6 settembre 1996  | 6 aprile 1998    | 1996            |
| 264                  | 264           | 23x10                     | Das dunkle Licht                     | L'ultima luce                   | 11 ottobre 1996   | 13 aprile 1998   | 1996            |
| 265                  | 265           | 23x11                     | Zeuge Karuhn                         | Il testimone Karuhn             | 8 novembre 1996   | 20 aprile 1998   | 1996            |
| 266                  | 266           | 23x12                     | Bleichröder ist tot                  | Bleichröder è morto             | 13 dicembre 1996  | 27 aprile 1998   | 1996            |

## La seconda pallottola
- Titolo originale: Die zweite Kugel
- Diretto da: Horst Tappert
- Scritto da: Herbert Reinecker
- Interpreti:[1] Horst Tappert - Stephan Derrick, Fritz Wepper - Harry Klein, Willy Schäfer - Willy Berger, Oliver Hasenfratz - Konrad Kahlert, Dirk Galuba - Johannes Kahlert, Werner Asam - Ludwig Mayer, Lambert Hamel - Dottor Stanz, Philipp Moog - Padre Figges, Peter Bertram - Veronese, Götz Hellriegel - Anselmo Valentino, Marisa Burger - signora Valentino, Ursula Ludwig - madre di Padre Figges, Michele Oliveri

### Trama
Un italiano di Verona, detto "il Veronese", ha aperto una birreria. Da circa due mesi si rifiutava di pagare il pizzo al clan delle estorsioni. Una sera, dopo la chiusura del locale, viene trovato ucciso. Dopo l'arrivo della polizia, Derrick sente il cameriere Ludwig Meyer, quest'ultimo convinto che il principale sia stato ucciso perché era stanco di pagare il pizzo. Berger comunica a Derrick che un vicino ha sentito due spari, ma si è trovata una sola pallottola. Meyer collabora alla ricerca di possibili indiziati e, grazie all'uso dello schedario informatico, si riesce ad individuare un sospetto, Anselmo Valentino. La stessa sera Derrick e Klein si recano a casa di Valentino e trovano solo la moglie. La signora Valentino dice che non sa dove si trovi il marito, aggiungendo che aveva chiamato solo per chiedere il numero di telefono del parroco.

## Felice giornata, assassino
- Titolo originale: Einen schönen Tag noch, Mörder
- Diretto da: Alfred Weidenmann
- Scritto da: Herbert Reinecker
- Interpreti:[2] Horst Tappert - Stephan Derrick, Fritz Wepper - Harry Klein, Willy Schäfer - Willy Berger, Volker Lechtenbrink - Walter Kottler, Stefan Wigger - Alex Hasinger, Stefan Kolosko - Rudolf Hasinger, Gert Burkard - Hans Dannhoff, Philipp Brammer - Albert Dannhoff, Natali Seelig - Erika Dannhoff, Günter Clemens - Manni, Gabriele Dossi, Gaby Herbst

### Trama
Hans Dannhoff, ragioniere dell'azienda edile di Walter Kottler, muore cadendo in una cava di pietra. Un camionista, Rudolf Hasinger, testimonia che è stato Kottler a spingere giù Hasinger. Un gruista della ditta, Alex Hasinger, padre di Rudolf, dice che Dannhoff è caduto accidentalmente e che Kottler ha fatto un tentativo per salvarlo. Successivamente Rudolf Hasinger cambia la sua versione, seguendo quella del padre. I figli di Dannhoff, Albert e Erika, sono convinti che il padre sia stato ucciso da Kottler, non esitando a definirlo un assassino.

## Ruth e il mondo degli assassini
- Titolo originale: Ruth und die Mörderwelt
- Diretto da: Alfred Weidenmann
- Scritto da: Herbert Reinecker
- Interpreti:[3] Horst Tappert - Stephan Derrick, Fritz Wepper - Harry Klein, Willy Schäfer - Willy Berger, Maria Becker - Ruth Mommsen, Erland Erlandsen - Arthur Mommsen, Peter Kuiper - Alex, Oliver Hasenfratz - Ulrich Bonte, Franjo Marincic - Ludwig Hinz, Walter Renneisen - Hugo Voss, Udo Thomer - signor Bonte, Lis Verhoeven - signora Bonte, Edgar Walther - signor Kuhlmann, Manou Lubowski

### Trama
Arthur Mommsen, un anziano signore, viene ucciso a casa sua con un colpo di pistola durante un tentativo di rapina. A sentire l'eco dello sparo sono il signor Kuhlmann, vicino di casa, e Ulrich Bonte, un giovane di passaggio con l'auto della sorella di un amico. La moglie di Arthur Mommsen, Ruth, chiama a sé Ulrich Bonte percependo che si trova a disagio.

### Colonna sonora
- Ram Jam, Black Betty

## Colazione con l'assassino
- Titolo originale: Frühstückt Babette mit einem Mörder?
- Diretto da: Eberhard Itzenplitz
- Scritto da: Herbert Reinecker
- Interpreti:[4] Horst Tappert - Stephan Derrick, Fritz Wepper - Harry Klein, Willy Schäfer - Willy Berger, Christoph Bantzer - Walter Kamrau, Anette Hellwig - Babette König, Michèle Marian - Kirsten, Frank Behnke - Magnus Kölner, Heidy Forster - signora Scholz, Helmut Pick - signor Tscheka, Jutta Bunk, Tanja Dressler

### Trama
In una gelida mattina invernale Magnus Kölner, amante di Kirsten, si è messo in costume per fare un bagno in un lago. Nel momento in cui sta per tuffarsi, Magnus viene ucciso con un colpo di fucile. Kirsten sospetta subito del marito Walter Kamrau. Nonostante Walter neghi la responsabilità, Kirsten si separa dal marito. Lo stesso giorno anche la signora Scholz, domestica di Kamrau, si licenzia e contatta un'agenzia di lavoro per essere sostituita. Prende il posto la giovane e bella Babette König.

## Ragazza al chiaro di luna
- Titolo originale: Mädchen im Mondlicht
- Diretto da: Jürgen Goslar
- Scritto da: Herbert Reinecker
- Interpreti:[5] Horst Tappert - Stephan Derrick, Fritz Wepper - Harry Klein, Willy Schäfer - Willy Berger, Udo Vioff - Robby Proske, Diana Körner - Anna Schuster, Peter von Strombeck - Ingo Wegener, Christine Buchegger - signora Bossler, Lara-Joy Körner - Linda, Gaby Herbst - Sabine Spardel, Peter Bertram - Kallek, Henry van Lyck - signor Bossler, Hannes Kaetner - senzatetto

### Trama
Bossler, proprietario di un night-club, è stato accoltellato al petto nel suo ufficio. Dalle prime testimonianze raccolte da Derrick e Klein, Bossler non era ben visto. Era sposato con una pittrice colta e raffinata. Anche lei odiava il marito. Quando Derrick va a trovarla, resta impressionato da un quadro raffigurante una ragazza al chiaro di luna. La ragazza nel dipinto è Linda, figlia della guardarobiera del locale di Bossler.

## Eco di un omicidio
- Titolo originale: Mordecho
- Diretto da: Helmuth Ashley
- Scritto da: Herbert Reinecker
- Interpreti:[6] Horst Tappert - Stephan Derrick, Fritz Wepper - Harry Klein, Martin Benrath - Hugo Droste, Uwe Friedrichsen - Kroll, Gunter Schoß - Dottor Lammers, Werner Schnitzer - Dottor Howald, Manfred Zapatka - Dottor Heinrich, Kurt Weinzierl - direttore, Erland Erlandsen, Renate Langer

### Trama
Hugo Dorste, dopo aver scontato 15 anni per omicidio, esce dal carcere e, tramite il suo avvocato, riceve centomila marchi in una busta, oltre ad altri privilegi. All'epoca tacque sui mandanti dell'omicidio da lui commesso, legato a questioni finanziarie. Per Derrick questi favori sembrano legati alla sua omertà. Tuttavia Dorste è un uomo completamente cambiato. Dorste, accompagnato da Derrick, suona alla porta di Kroll e di Lammers, due ricchi uomini d'affari, chiedendo loro come si sentano. I due rispondono che stanno bene.

## La stanza vuota
- Titolo originale: Das leere Zimmer
- Diretto da: Horst Tappert
- Scritto da: Herbert Reinecker
- Interpreti:[1] Horst Tappert - Stephan Derrick, Fritz Wepper - Harry Klein, Willy Schäfer - Willy Berger, Ralf Schermuly - Karl Luserke, Roswitha Schreiner - Martina Luserke, Peter Bertram - Albert Soderer, Jeannine Burch - Labrina Schulte, Michael Gahr - Dr. Kues, Hans Georg Panczak - Zeller, Angelie Alaïs Adell - Lena

### Trama
In una serata piovosa Karl Luserke, un alto funzionario di un'azienda, torna alla sua auto nella quale trova una donna di passaggio, che gli chiede di potersi riparare. Luserke la porta a casa e le permette di usare la doccia, ma poi la manda via in malo modo. Il giorno dopo la donna viene trovata morta, così Luserke, di sua spontanea volontà, decide di andare da Derrick a porre la sua testimonianza.

## La dolce Rieke
- Titolo originale: Riekes trauriger Nachbar
- Diretto da: Eberhard Itzenplitz
- Scritto da: Herbert Reinecker
- Interpreti:[7] Horst Tappert - Stephan Derrick, Fritz Wepper - Harry Klein, Willy Schäfer - Willy Berger, Michaela Merten - Gudrun Schone, Lara-Joy Körner - Rieke Körner, Michael Maertens - Manfred Bigas, Daniel Morgenroth - Benny Klagges, Michael von Au - William Bosse, Karl Lieffen - Johannes Brusius, Kornelia Boje

### Trama
Rieke Körner, una giovane e bella donna, viene trovata uccisa con un colpo di pistola all'Englischer Garten. Rieke aveva una sorella, Gudrun Schone che vive a Regensburg. Le due sorelle non si erano mai conosciute perché i genitori avevano divorziato molti anni prima. Gudrun arriva a Monaco per il funerale, dopodiché vuole conoscere tutte le persone che frequentavano Rieke. Manfred, il vicino di casa di Rieke, le è di aiuto.

## Il difensore
- Titolo originale: Der Verteidiger
- Diretto da: Peter Deutsch
- Scritto da: Herbert Reinecker
- Interpreti:[8] Horst Tappert - Stephan Derrick, Fritz Wepper - Harry Klein, Willy Schäfer - Willy Berger, Gaby Dohm - Irmgard Trenk, Dirk Galuba - signor Trenk, Philipp Moog - Avvocato Ulrich Steinhoff, Jürgen Hentsch - Armin Rohm, Franco Moscon - barista, Walter Renneisen - Avvocato Gessler, Willy Schultes - Seibold, Udo Vioff - Avvocato Pabel

### Trama
Armin Rohm è un immobiliarista senza scrupoli che non esita a cacciare gli inquilini che non sono in grado di pagare il canone d'affitto. Rohm è riuscito a salvarsi da due tentati omicidi. Una sera, verso del dieci, davanti all'abitazione di Rohm è stato commesso un omicidio. Un uomo di nome Walter Hauk è stato ucciso con tre colpi di arma da fuoco. Hauk era andato da Rohm per chiedergli di ritirare la richiesta di sfratto. Hauk è stato buttato fuori da casa Rohm con violenza, si è però rialzato ed ha bussato nuovamente alla porta tempestandola di colpi. Dopo che Rohm ha riaperto la porta ne è seguita una colluttazione al termine della quale Rohm ha sparato. Testimone dell'accaduto Irmgard Trenk, un'insegnante di pianoforte. Nonostante ciò Rohm non ammette la colpevolezza e si affida alla difesa dell'Avvocato Ulrich Steinhoff.

## L'ultima luce
- Titolo originale: Das dunkle Licht
- Diretto da: Alfred Weidenmann
- Scritto da: Herbert Reinecker
- Interpreti:[9] Horst Tappert - Stephan Derrick, Fritz Wepper - Harry Klein, Willy Schäfer - Willy Berger, Hans Peter Hallwachs - Lothar Bruns, Anja Kling - Gabriele Dessler, Franjo Marincic - Karel Labeck, Mario Marincic - Malte Labeck, Elert Bode - Direttore

### Trama
Stephan Derrick e Harry Klein parlano del caso di Lothar Bruns, condannato dieci anni prima all'ergastolo per l'omicidio di due portavalori. Quando Bruns venne arrestato, fece i nomi dei suoi due complici, i fratelli Karel e Malte Labeck. I due Labeck furono scarcerati perché riuscirono a dimostrare di avere un alibi di ferro. Ora anche Bruns sta per essere scarcerato perché un virus lo ha reso quasi cieco. Il direttore del carcere ne parla con Derrick. Nel frattempo Bruns ha messo sui giornali un annuncio nel quale è alla ricerca di una domestica. Derrick convince la giovane collega Gabriele Dessler di rispondere all'annuncio di Bruns.

## Il testimone Karuhn
- Titolo originale: Zeuge Karuhn
- Diretto da: Peter Deutsch
- Scritto da: Herbert Reinecker
- Interpreti:[10] Horst Tappert - Stephan Derrick, Fritz Wepper - Harry Klein, Willy Schäfer - Willy Berger, Sky Dumont - Arthur Hanau, Michael Gempart - Carl Lingus, Anette Hellwig - Eva Paulus, Michael Heltau - Paul Karuhn, Udo Schenk - Konrad Paulus, Waltraut Borchmann - Rita, Werner Asam, Michael Zittel, Udo Thomer

### Trama
Konrad Paulus viene ucciso con un colpo di pistola nelle vicinanze di una trattoria. Paul lascia la moglie e la figlia Eva, studentessa di teatro. Principale indiziato è Armin Hanau, socio di Paulus in una finanziaria. Testimone oculare del fatto è un vagabondo, Paul Karuhn. Subito interrogato da Derrick e Klein, Karhun non proferisce una parola e fa solo cenni con la testa. Derrick e Klein sono convinti che la testimonianza di Karhun possa essere facilmente smontata davanti a un giudice. La moglie e la figlia di Paulus si offrono per ospitare Karhun nella loro dépendance.

## Bleichröder è morto
- Titolo originale: Bleichröder ist tot
- Diretto da: Peter Deutsch
- Scritto da: Herbert Reinecker
- Interpreti:[11] Horst Tappert - Stephan Derrick, Fritz Wepper - Harry Klein, Willy Schäfer - Willy Berger, Maria Becker - signora Bleichröder, Dominique Horwitz - Hans Brenner, Sandra Cervik - Daniela Zuber, Marion Kracht - Sophie Lauer, Pierre Franckh - Lothar Pfeifer, Will Danin - Randolph Bleichröder, Jutta Kammann - madre di Danilea Zober

### Trama
Randolph Bleichröder, un imprenditore, viene ucciso alle undici di sera mentre stava tornando a casa dove abitava con la madre. Quindi Derrick e Klein arrivano nel posto e incontrano la madre di Bleichröder, che non mostra alcuna emozione alla notizia della morte del figlio. Inoltre la signora Bleichröder fa il nome di Daniela Zuber, una dipendente del figlio con il quale aveva una relazione. Quindi Derrick e Klein si recano nell'ufficio della Zuber per interrogarla. Anche Daniela non mostra alcuna emozione per la morte di Randolph. Derrick, Klein e la psicologa Sophie Lauer portano Daniela dalla signora Bleichröder, poiché le due donne non si conoscevano. La signora Bleichröder dice a Derrick che il figlio violentava Daniela. Quindi Daniela e Sophie vanno in bagno. La giovane si spoglia e mostra a Sophie i segni di violenza. Nel teatrino di Hans Brenner, un giovane conosciuto in una discoteca poco prima dell'assassinio di Randolph Bleichröder, Daniela parla della sua storia, che è stata costretta a prestarsi al suo principale affinché gli procuri l'eroina alla madre tossicomane.